# Great Wolford
Great Wolford – wieś i civil parish w Anglii, w Warwickshire, w dystrykcie Stratford-on-Avon. W 2011 roku civil parish liczyła 278 mieszkańców.